# Finlandia en los Juegos Paralímpicos de Innsbruck 1988
Finlandia estuvo representada en los Juegos Paralímpicos de Innsbruck 1988 por un total de 21 deportistas, 15 hombres y seis mujeres.

## Medallistas
El equipo paralímpico finlandés obtuvo las siguientes medallas:
| Nombre                                                         | Deporte        | Evento                                |
| -------------------------------------------------------------- | -------------- | ------------------------------------- |
| Oro                                                            |                |                                       |
| Jouko Grip                                                     | Biatlón        | 7,5 km LW6/8 masculino                |
| Tanja Tervonen                                                 | Esquí de fondo | 5 km distancia corta LW6/8 femenino   |
| Tanja Tervonen                                                 | Esquí de fondo | 10 km distancia larga LW6/8 femenino  |
| Miia Ryynänen                                                  | Esquí de fondo | 5 km distancia corta B3 femenino      |
| Kirsti Pennanen                                                | Esquí de fondo | 10 km distancia larga B1 femenino     |
| Tarja Hovinen Kirsti Pennanen Miia Ryynänen                    | Esquí de fondo | 3 × 5 km B1-3 femenino                |
| Kalervo Pieksämäki                                             | Esquí de fondo | 5 km distancia corta LW4 masculino    |
| Kalervo Pieksämäki                                             | Esquí de fondo | 15 km distancia larga LW4 masculino   |
| Kimmo Kettunen                                                 | Esquí de fondo | 10 km distancia corta LW6/8 masculino |
| Plata                                                          |                |                                       |
| Kalervo Pieksämäki                                             | Biatlón        | 7,5 km LW4 masculino                  |
| Kirsti Pennanen                                                | Esquí de fondo | 5 km distancia corta B1 femenino      |
| Kyllikki Luhtapuro                                             | Esquí de fondo | 10 km distancia larga B2 femenino     |
| Tarja Hovinen                                                  | Esquí de fondo | 10 km distancia larga B3 femenino     |
| Pertti Sankilampi                                              | Esquí de fondo | 5 km distancia corta LW2 masculino    |
| Jouko Grip                                                     | Esquí de fondo | 10 km distancia corta LW6/8 masculino |
| Jouko Grip                                                     | Esquí de fondo | 20 km distancia larga LW6/8 masculino |
| Jouko Grip Kimmo Kettunen Kalervo Pieksämäki Pertti Sankilampi | Esquí de fondo | 4 × 5 km LW2-9 masculino              |
| Bronce                                                         |                |                                       |
| Pertti Sankilampi                                              | Biatlón        | 7,5 km LW2 masculino                  |
| Tarja Hovinen                                                  | Esquí de fondo | 5 km distancia corta B3 femenino      |
| Miia Ryynänen                                                  | Esquí de fondo | 10 km distancia larga B3 femenino     |
| Samuli Kämi                                                    | Esquí de fondo | 5 km distancia corta LW2 masculino    |
| Pauli Mölsä                                                    | Esquí de fondo | 5 km distancia corta LW5/7 masculino  |
| Pertti Sankilampi                                              | Esquí de fondo | 10 km distancia larga LW2 masculino   |
| Kimmo Kettunen                                                 | Esquí de fondo | 20 km distancia larga LW6/8 masculino |
| Ismo Alanko                                                    | Esquí de fondo | 30 km distancia larga B2 masculino    |